# XVI Cos d'Exèrcit (Bàndol republicà)
El XVI Cos d'Exèrcit va ser una formació militar pertanyent a l'Exèrcit Popular de la República que va lluitar durant la Guerra Civil Espanyola. Va arribar a tenir una actuació destacada en la campanya de Llevant.

## Historial
Originalment va ser creat el 6 d'agost de 1937 a partir de l'antic II Cos d'Exèrcit asturià. El comandament va recaure en el tinent coronel José Gállego Aragüés. Va participar en la batalla de Santander, durant la qual va sofrir tals pèrdues que seria dissolt.
L'abril del 1938 el XVI Cos d'Exèrcit va ser recreat novament en la zona centro, amb la seva caserna general en Tarancón. El tinent coronel Miguel Palacios Martínez es va fer càrrec de la prefectura de la unitat. No va trigar a ser enviat al capdavant de Llevant, en suport de les forces republicanes que resistien la ofensiva franquista que pretenia prendre València. El XVI Cos d'Exèrcit va quedar situat entre els cossos XIII i XIX, en el sector de Terol. Al començament de juliol va haver de fer front a una renovada ofensiva en el sector de Terol, sofrint un infringeixi considerable. En el clímax de la batalla de Llevant el cos alineava a les divisions 48a, 39a i 52a; després del començament de la batalla de l'Ebre el front de Llevant es va estabilitzar. Durant la resta de la contesa el XVI Cos no va tornar a intervenir en cap operació militar de rellevància.

## Comandaments
Comandants
- tinent coronel Miguel Palacios Martínez;[4]

Comissaris
- Antonio Ejarque Pina, de la CNT;[5]

Caps d'Estat Major
- tinent coronel d'Estat Major Francisco Arderiu Perales;[2]

## Ordre de batalla
| Data                | Exèrcit adscrit    | Divisions integrades | Front de batalla   |
| 6 d'agost de 1937   | Exèrcit del Nord   | 56a, 57a i 58a       | Astúries-Santander |
|                     |                    |                      |                    |
| 30 d'abril de 1938  | GERC               | 13a, 14a i 48a       | Reserva            |
| 4 de juliol de 1938 | Exèrcit de Llevant | 39a i 48a            | Llevant            |
| Agost de 1938       | Exèrcit de Llevant | 48a, 39a i 52a       | Llevant            |